# Lilium × elegans
Lilium × elegans Thunb. è una pianta bulbosa appartenente alla famiglia delle Liliaceae, endemica del Giappone.
È una entità di origine ibridogena (Lilium maculatum × Lilium pensylvanicum).